# Білицька вулиця (Київ)
Бі́лицька ву́лиця — вулиця у Подільському районі міста Києва, місцевості Біличе поле, Замковище, Куренівка. Пролягає від вулиць Вишгородської та Кирилівської до вулиці Віктора Некрасова.
Прилучаються Бондарська вулиця, провулки Подільський, Миколи Садовського, Рожевий та Замковецький, вулиці Паркова, Полкова, Копайгородська і Таврійська, Таврійський та Білицький провулки, Гомельська вулиця, Парковий провулок, Переяславська, Опільська, Глухівська, Хотинська, Рожева, Зимова і Піхотна вулиці, Парковий, Піхотний і Полковий провулки та Межова вулиця. На початковому відрізку (до Подільського провулку) права і ліва сторони Білицької вулиці розділені залізницею.

## Історія
Початок вулиці виник у XIX столітті, решту її, ймовірно, прокладено у 1-й половині XX століття. Назва вулиці від часу виникнення не змінювалася, походить від місцевості Біличе поле, через яку прокладена (паралельно побутує форма Білецька, зазначена на кількох будинкових покажчиках).
Відокремлена початкова ділянка Білицької вулиці (непарний бік) до 1973 року сполучалася з її рештою через залізничний переїзд. 
У садибі будинку № 13-А (комплекс будівель споруджено, ймовірно, наприкінці ХІХ — на початку ХХ ст.) після 1943 року містився дитячий будинок, згодом — Київська спецшкола для малолітніх правопорушників, Київська спеціальна загальноосвітня школа соціальної реабілітації (заклад діяв до початку 2010-х років). Станом на 2022 рік триває реконструкція будівель зі збереженням пенітенціарного призначення.
На вулиці збереглися залишки одноповерхової житлової забудови 1-ї половини ХХ століття, зокрема, будинки № 50-А і № 52.

## Установи та заклади
- Дитячий будинок «Малятко» (буд. № 14-А)
- Київський професійно-енергетичний ліцей (буд. № 38-Б)
- Загальноосвітня школа № 68 (буд. № 41/43)
- Київський інститут бізнесу і технологій (КіБіТ) (буд. № 41/43)
- Управління експлуатації газового господарства № 1, Розрахунково-абонентський відділ № 3 «Київгаз» (буд. № 45)
- Школа-інтернат № 19 для дітей, хворих на сколіоз (буд. № 55)

## Зображення

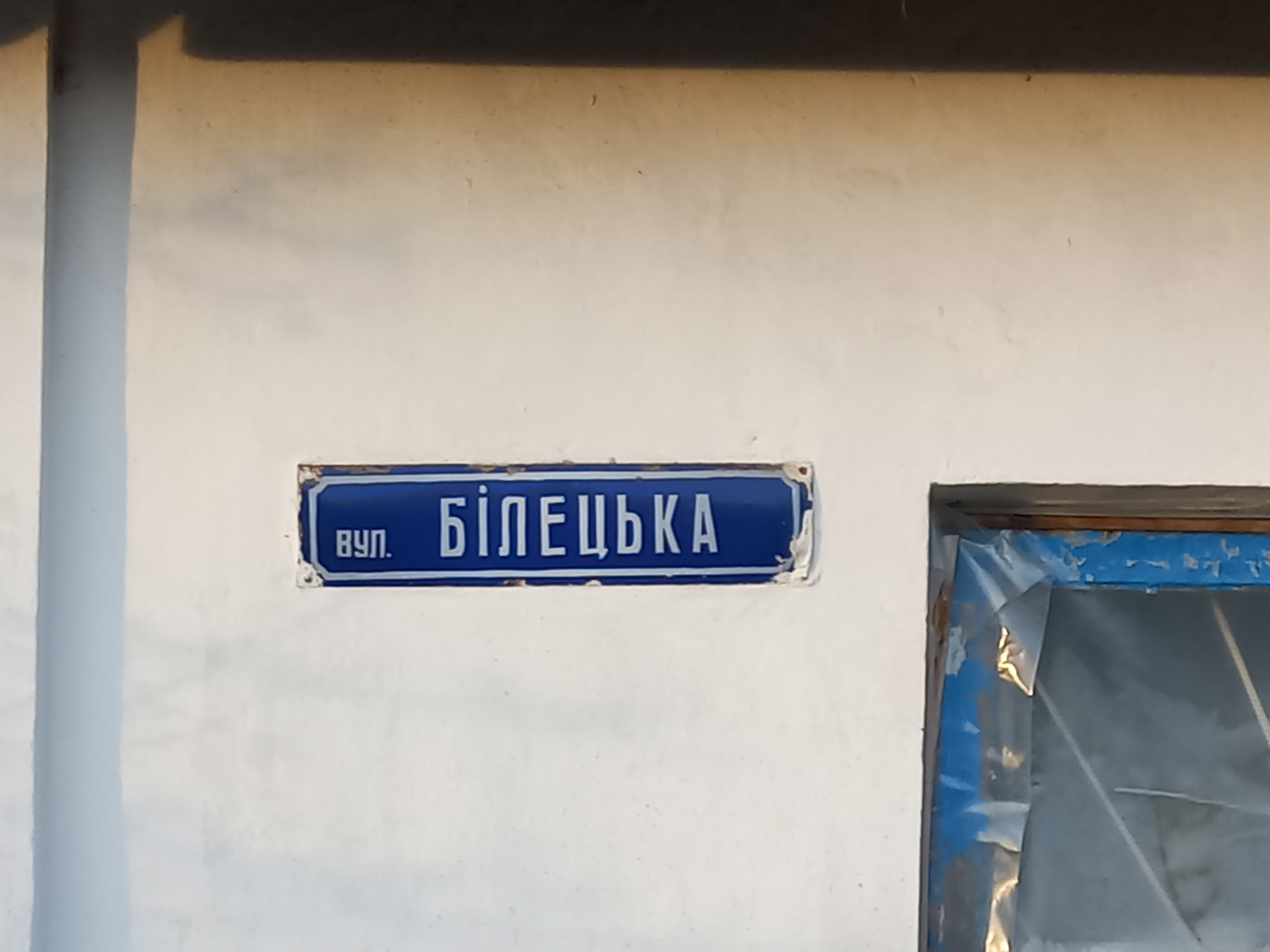
Табличка з розмовно-побутовим варіантом назви вулиці
Початковий (відокремлений залізницею) відтинок вулиці. Місце розташування колишнього переїзду
Скульптура робота-газовика перед будівлею УЕГГ № 1 (буд. № 45)
Будинок № 49
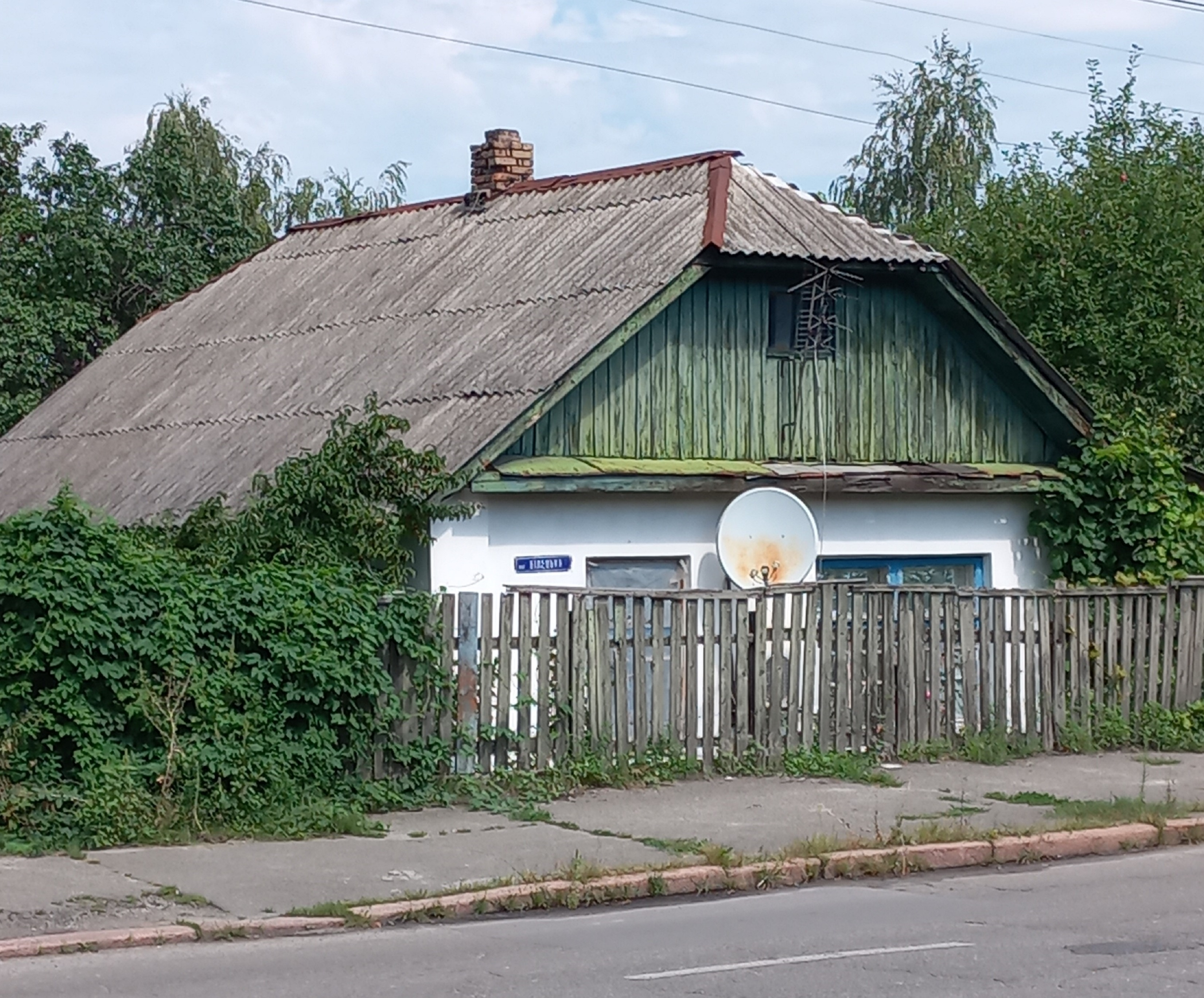
Житловий будинок № 50-А (імовірно, середина ХХ ст.)
Дерев'яні різьблені ворота садиби на Білицькій, 51
Школа-інтернат (буд. № 55)